# 日本石龜
日本石龜（Mauremys japonica）是地龜科石龜屬的一種龜。別名石龜、日本擬水龜、錢龜（幼體）。

## 習性
棲息在河流、湖泊、濕地和稻田。為雜食性，會捕食魚、蛙、昆蟲、水生植物和藻類。

## 分佈
日本石龜是日本的特有種（本州、四国、九州、隠岐諸島、五島列島、對馬島、淡路島、壹岐島、佐渡島)。

## 保育狀況
其被列為《瀕危野生動植物種國際貿易公約》附錄二的物種，被限制出口及貿易。

## 外部連結
- Mauremys Gallery （页面存档备份，存于）